# انتقال موازی
در هندسه، انتقال موازی (Parallel Transport) (یا Parallel Translation)،‏ راهی برای انتقال داده‌های هندسی در طول منحنی‌های هموارِ درونِ منیفلدهاست. اگر یک منیفلد مجهز به التصاق آفینی (مشتق هموردا یا التصاق روی کلاف مماس) باشد، آنگاه این التصاق امکان انتقال بردارهای منیفلد در طول منحنی‌ها را می‌دهد، چنان که آن‌ها نسبت به التصاق، موازی باقی بمانند.

## ارجاعات
1. ↑  Spivak 1999, p. 234, Vol. 2, Ch. 6.